# Лэзэреску, Петре
Пе́тре Лэзэре́ску (рум. Petre Lăzărescu; род. 18 июля 1970) — румынский легкоатлет, бегун (средние дистанции, стипль-чез, марафон).

## Карьера

### Спортсмена
За время спортивной карьеры неоднократно становился чемпионом Румынии, завоевал свыше 180 медалей различного достоинства в легкоатлетических турнирах. Участвовал в крупнейших международных соревнованиях.

### Тренера
После завершения карьеры профессионального спортсмена получил тренерское образование по лёгкой атлетике и стал готовить румынских атлетов к участию в соревнованиях.
C 2005 года был тренером по физподготовке в клубе «Ботошани». В 2006 году был приглашён в тренерский штаб Дана Петреску, возглавлявшего клуб «Униря» (Урзичени), где затем работал до конца 2009 года. Затем сотрудничал с Петреску в нескольких клубах «Кубань» (Краснодар), «Динамо» (Москва), «Цзянсу Сайнти».
Проходил стажировку в ведущих клубах чемпионатов Англии, Франции и Италии, методику которых использует в своей тренерской деятельности.